# Луиђи Рицо
Луиђи Рицо (итал. Luigi Rizzo; Милацо, 8. октобар 1887 — Милацо, 27. јун 1951) је био официр у италијанској ратној морнарици. Познат је по томе што је водио успешне операције против аустроугарске морнарице током Првог светског рата.
Завршио је поморску школу у Ливорну, судјеловао у Италијанско-турском рату и касније у Првом светском рату. Био је више пута одликован.
У Првом светском рату водио је снаге торпедних чамаца (MAS). Судјеловао је у неколико важних операција:
- мај 1917: хватање два аустријска пилота чији је хидроавион доживео хаварију.
- децембар 1917: потапање аустроугарске оклопњаче Вјен недалеко од Трста.
- фебруар 1918: инфилтрација у Бакарски залив.
- 10. јуна 1918: Торпедни чамац МАС-15 којим он командује потапа аустроугарски бојни брод Сент Иштван крај острва Премуде.

1936. делује у Итало-етиопском рату као контраадмирал. Након капитулције Италије 1943. наређује саботажу ратних бродова да не падну у немачке руке, због чега је депортован у Немачку где остаје до краја рата. Умире у Милацу 1951.